# علاء محي الدين
علاء محي الدين عاشور هو المتحدث الرسمي السابق باسم الجماعة الإسلامية في مصر، اغتيل في 2 سبتمبر 1990.

## نشأته
ولد في مركز ساقلتة بمحافظة سوهاج. نشأ في بيئة محافظة. وبعد تخرجه في الجامعة اتجه إلي القاهرة، حيث انتشار الجماعة الإسلامية قليل بعكس الصعيد كانت في فترة الثمانينات السيطرة المطلقة للجماعة الإسلامية في الصعيد، وانتشر فكر الجماعة في القاهرة، وكان خطيبًا بارعًا تشهد له منابر مساجد والنقابات المهنية وبالتحديد نقابة المحامين والصحفيين.

## اغتياله
في الساعة الثالثة بعد ظهر يوم الأحد الثاني من سبتمبر عام 1990، كان الناطق الرسمي باسم الجماعة الإسلامية علاء محيي الدين متوجهاً على قدميه إلى منزله في شارع ترسا في منطقة الطالبية بالهرم، فاعترضته سيارة بدون لوحة أرقام وأطلق من فيها النار عليه فسقط قتيلا، واستولى الجناة على ما كان في حوزته من أوراق هوية حيث كان التخطيط مدروساً لاغتياله وعدم التعرف عليه ودفنه سراً.
ويقول في ذلك منتصر الزيات: «وفي مساء اليوم نفسه اتصل بي الأخ صفوت عبد الغني أحد قيادات «الجماعة الإسلامية»، وكان فاراً من قرار باعتقاله. أبلغني بأن محي الدين ربما اغتيل وطلب مني التأكد. اصطحبت المحامي إبراهيم علام، وتربطني به علاقة نسب، إلى شارع ترسا وعلمنا من بعض الموجودين أن الجثة قد نقلت إلى مستشفى «أم المصريين». توجهنا إلى مشرحة المستشفى وتأكدنا من أن جثة «الشخص المجهول» عائدة لمحي الدين. استشعرت أن شيئاً ما يدبر في الخفاء بعدما أدركت أن العامل في مشرحة المستشفى لا يعرف شيئاً عن صاحب الجثة، فتوجهت فوراً مع علام إلى نيابة الهرم والتقينا وكيل نيابة الهرم أيسر فؤاد وتقدمت بطلب رسمي لإثبات أن الجثة المذكورة للدكتور علاء محيي الدين. ولمحت في أقوالي إلى شكوك قوية بتورط أجهزة أمنية في الاغتيال. فيما كنا نتابع الإجراءات في نيابة الهرم اتصل بي أحد الزملاء المحامين الإسلاميين الذين توافدوا إلى المستشفى بعد علمهم بالحادث وأبلغني أن أشخاصاً حضروا لاستلام الجثة بزعم أنها لابنهم فطلبت منه الحؤول دون ذلك حتى وصولي. اتصلت بالمحامي سامح عاشور المحامي، وكان عضواً في مجلس نقابة المحامين وهو ابن عم الدكتور علاء محيي الدين، ليتوجه إلى المستشفى لإتمام الإجراءات. وصل عاشور إلى المستشفى وعندما علم هؤلاء بوجود عدد كبير من المحامين وإثبات سامح عاشور صلته بالمتوفي انطلقوا فارين».
ويقول الصحفي محمد حمدي: «حادث القتل الغامض أشعل نيران الفتنة في مصر، حيث اتهمت الجماعة الإسلامية قوات الأمن بقتل المتحدث باسمها، وردت بعدها بثلاثة أشهر باغتيال الدكتور رفعت المحجوب في نهار الجمعة 12 نوفمبر من نفس العام بعد لقائه وفدا برلمانيا سوريا في فندق الميرديان، حيث انتظره عدد من عناصر الجماعة أمام فندق شبرد بجاردن سيتي وأطلقوا عليه وابلا من النيران أدى إلى مصرعه على الفور، ليدشن هذا الحادث مولد الموجة الثانية من الإرهاب على يد الجماعة الإسلامية والذي استمر بعد ذلك حتى أعلنت الجماعة مبادرة لوقف العنف عام 1997».